# Panesthia angustipennis
Panesthia angustipennis es una especie de cucaracha del género Panesthia, familia Blaberidae.

## Subespecies
- Panesthia angustipennis brevipennis
- Panesthia angustipennis angustipennis
- Panesthia angustipennis epostalata
- Panesthia angustipennis baluensis
- Panesthia angustipennis yayeyamensis
- Panesthia angustipennis spadica
- Panesthia angustipennis wegneri
- Panesthia angustipennis cognata

## Distribución
Esta especie se encuentra en Japón.